# Valentin Kulev
Valentin Kulev, sovjetski (rusko Валентин Кулев) rokometaš, * 10. julij 1948.
Leta 1972 je na poletnih olimpijskih igrah v Münchnu v sestavi sovjetske rokometne reprezentance osvojil peto mesto.